# Cherished
Cherished (Abrigados) es el 14.º álbum de estudio de la cantante Cher, producido en abril de 1977 y publicado ese mismo año. Es la última producción de Snuff Garrett.

## Lista de canciones
| #  | Título                      | Compositor               | Duración |
| -- | --------------------------- | ------------------------ | -------- |
| 01 | Pirate                      | Dorff, Herbstritt, Harju | 03:06    |
| 02 | He Was Beautiful            | Sklerov, Lloyd           | 02:52    |
| 03 | War Paint and Soft Feathers | Miller, Pinkard, Capps   | 03:02    |
| 04 | Love The Devil Out Of Ya    | Durrill, Pomus           | 02:16    |
| 05 | She Loves To Hear The Music | Allen, Bayer Sager       | 03:10    |
| 06 | L.A. Plane                  | Harju, Herbstritt        | 03:38    |
| 07 | Again                       | Allen                    | 02:30    |
| 08 | Dixie                       | Durrill, Pinkard         | 02:26    |
| 09 | Send The Man Over           | Crofford, Garrett        | 03:48    |
| 10 | Thunderstorm                | Durrill, Pinkard         | 02:36    |

- Datos: Q965141